# Sergej Prokofjev
Sergej Sergejevitj Prokofjev (ryska: Сергей Сергеевич Прокофьев), född 23 april (11 april enligt g.s.) 1891 i Sontsovka, nära Donetsk, död 5 mars 1953 i Moskva, var en rysk tonsättare, pianist och dirigent.

## Biografi
Sergej Prokofjev var son till en agronom. Han lärde sig pianospel av modern och blev en framstående pianist. Han började komponera i sexårsåldern och fick tidigt framgång med ett antal pianokompositioner. Hans första verk, en pianosonat, skrevs 1907 vid 16 års ålder och redan 1912 premiäruppfördes hans första pianokonsert, som av nutida musikkritiker bedöms som en pärla bland konserter, men som av en dåtida kritiker benämndes som "en primitiv kakofoni, som inte förtjänar att kallas musik".
Han studerade 1904–1914 vid Musikkonservatoriet i Sankt Petersburg. Efter den ryska revolutionen lämnade Prokofjev landet i maj 1918 och levde i exil, först fyra år i USA och sedan 13 år i Frankrike. Hans exil hade dock inte politiska skäl utan konstnärliga; han ansåg att oron efter revolutionen inte gav honom den arbetsro som han behövde.
År 1922 flyttade han till Paris och började där samarbeta med Sergej Djagilev. Under Paristiden tillkom tre baletter, tre symfonier och pianokonsert nr 5. Han återvände till Sovjetunionen 1927 och 1929, och bosatte sig permanent i Moskva 1936.

## Musikstil
Prokofjev kritiserades ofta i sitt hemland för sin västerländska stil, vilket dock inte hindrade att han flera gånger fick Stalinpriset. Hans stil inrangerades inte i någon skola. Den var från början strängt rytmisk och hade en karakteristisk polytonal harmonik. Ett drag av ironi återfinns i många av hans tidigare verk. Samtidigt finns hos honom en klart klassicerande tendens som i Den klassiska symfonin (1916-17).
Efter hemkomsten till Ryssland anknöt Prokofjev till rysk tradition. Ett exempel är folksagan Peter och vargen (1936) för orkester och berättare. Den rymmer humor och ömsinthet och är dessutom musikpedagogisk.

## Verkförteckning (urval)

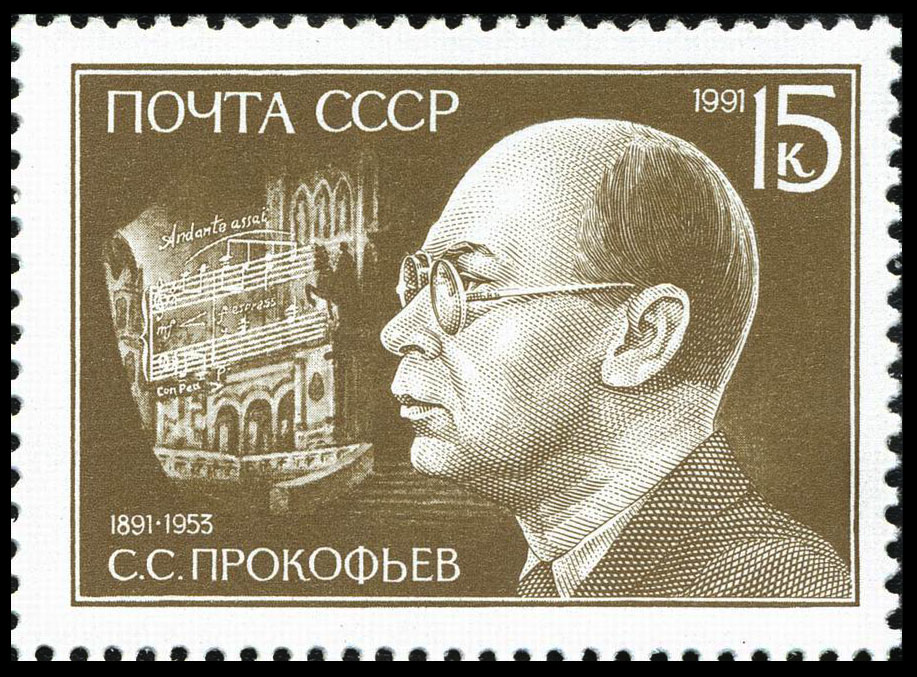
Prokofjev på sovjetiskt frimärke 1991.

### Opera
- 1911–13 – Maddalena, op. 13 (ofullbordad)
- 1915–17 – Spelaren, op. 24 (rev 1927/28)
- 1919 – Kärleken till de tre apelsinerna, op. 33
- 1919–23 – Den brinnande ängeln, op. 37
- 1938/39 – Semjon Kotko, op. 81
- 1940/41 – Förlovningen i klostret, op. 86
- 1941–43 – Krig och fred, op. 91
- 1947/48 – Historien om en verklig människa, op. 117

### Baletter
- 1915 – Buffon, op. 21 (rev. 1920)
- 1925/26 – Le pas d'acier, op. 41
- 1928/29 – Den förlorade sonen, op. 46
- 1930/31 – Vid Dnepr, op. 51
- 1935/36 – Romeo och Julia, op. 64
- 1940–44 – Askungen, op. 87
- 1948–53 – Sagan om stenblomman, op. 118

### Orkesterverk
- 1902 – Symfoni i G-dur
- 1908 – Symfoni i e-moll
- 1909 – Sinfonietta i A-dur, op. 5 (rev. 1914/15)
- 1910 – Drömmar, symfonisk dikt, op. 6
- 1910 – Osseneye, symfoniska skisser för kammarorkester, op. 8 (rev. 1915 och 1934)
- 1915 – Skytiska sviten, op. 20
- 1916/17 – Symfoni nr 1 i D-dur (’Klassiska’), op. 25
- 1924/25 – Symfoni nr 2 i d-moll, op. 40
- 1925–29 – Divertimento, op. 43
- 1928 – Symfoni nr 3 i c-moll, op. 44
- 1929/30 – Symfoni nr 4 i C-dur, op. 47
- 1934 – Löjtnant Kizje, symfonisk svit, op. 60
- 1936 – Peter och vargen, symfonisk barnsaga för berättare och orkester, op. 67
- 1936 – Rysk ouvertyr, op. 72 (rev. 1937)
- 1941 – 1941, symfonisk svit, op. 90
- 1944 – Symfoni nr 5 i B-dur, op. 100
- 1945 – Ode till krigets avslutning, op. 105
- 1945–47 – Symfoni nr 6 i ess-moll, op. 111
- 1947 – Symfoni nr 4 i C-dur, op. 112 (reviderad version)
- 1951–52 – Symfoni nr 7 i ciss-moll, op. 131
- 1953 – Symfoni nr 2 i d-moll, op. 136 (reviderad version)

### Konserter
- 1911/12 – Pianokonsert nr 1 i Dess-dur, op. 10
- 1912/13 – Pianokonsert nr 2 i g-moll, op. 16 (rev. 1923)
- 1917/21 – Pianokonsert nr 3 i C-dur, op. 26
- 1931 – Pianokonsert nr 4 (för vänster hand) i B-dur, op. 53
- 1931/32 – Pianokonsert nr 5 i G-dur, op. 55
- 1952 – Pianokonsert nr 6 (för två pianon och stråkorkester), op 133 (ofullbordad)
- 1916/17 – Violinkonsert nr 1 i D-dur, op. 19
- 1933–38 – Cellokonsert i e-moll, op. 58
- 1935 – Violinkonsert nr 2 i g-moll, op. 63
- 1950/51 – Symfoni-konsert för cello och orkester i e-moll, op. 125 (rev. 1952)
- 1952 – Concertino för cello och orkester i g-moll, op. 132 (en version fullbordad av Dmitrij Kabalevskij, en annan av Vladimir Blok)

### Vokalmusik med orkester
- 1909/10 – Två dikter för damkör och orkester, op. 7
- 1917/18 – De äro sju kantat för tenor, blandad kör och orkester, op. 30 (rev. 1933)
- 1935–37 – Kantat till 20-årsdagen av oktoberrevolutionen för blandad kör, symfoni-, militär-, slagverks- och folkinstrumentorkester, op. 74
- 1938/39 – Alexander Nevskij, kantat för mezzosopran, blandad kör och orkester, op. 78 (filmmusik)
- 1942/43 – Balladen om pojken, som förblivit okänd, kantat för sopran, tenor, blandad kör och orkester, op. 93
- 1950 – Fredens väktare, oratorium för mezzosopran, berättare, gosskör, blandad kör och orkester, op. 124

### Kammarmusik
- 1903 – Violinsonat i c-moll
- 1912 – Ballad i c-moll för cello och piano, op. 15
- 1919 – Ouvertyr över hebreiska teman i c-moll för klarinett, piano och stråkkvartett, op. 34
- 1924 – Kvintett i g-moll för oboe, klarinett, violin, viola och kontrabas, op. 39
- 1930 – Stråkkvartett nr 1 i h-moll, op. 50
- 1932 – Sonat för två violiner i C-dur, op. 56
- 1938/46 – Violinsonat nr 1 i f-moll, op. 80
- 1941 – Stråkkvartett nr 2 i F-dur, op. 92
- 1943 – Sonat i D-dur för flöjt och piano, op. 94
- 1944 – Violinsonat nr 2 i D-dur, op. 94b
- 1947 – Violinsonat i D-dur för solo violin, op. 115
- 1949 – Cellosonat i C-dur, op. 119

### Verk för piano
8 sonater, 2 sonatiner, Réminiscences, Èlan, Désespoir, Suggestion diabolique, Toccata, cykeln Sarcasmes, Visions fugitives, danssviter, etyder, stycken för barn med mera.